# Il cavallo e la torre
Il cavallo e la torre è un programma televisivo italiano di genere talk show, politico e rotocalco, in onda su Rai 3 dal 29 agosto 2022 in access prime time dal lunedì al venerdì, ideato e condotto da Marco Damilano.

## Il programma
Il programma, condotto dal giornalista Marco Damilano, tratta i temi legati alla politica, all'economia, alla società e alla cultura. Il programma prende il proprio nome dal titolo del libro omonimo di Vittorio Foa.
Dal settembre 2023 collabora Mauro Biani con una sua vignetta animata a settimana.

## Edizioni
| Edizione | Anno      | Conduzione     | Periodo           | Periodo        | Puntate    | Puntate  | Regia               | Regia               | Studio                                                     |
| Edizione | Anno      | Conduzione     | Inizio            | Fine           | Quotidiane | Speciali | Regia               | Regia               | Studio                                                     |
| -------- | --------- | -------------- | ----------------- | -------------- | ---------- | -------- | ------------------- | ------------------- | ---------------------------------------------------------- |
| 1ª       | 2022-2023 | Marco Damilano | 29 agosto 2022    | 23 giugno 2023 | 211        | 1        | Nicoletta Chiadroni | David Marcotulli    | Sede Rai di Viale Mazzini, Roma                            |
| 2ª       | 2023-2024 | Marco Damilano | 11 settembre 2023 | 14 giugno 2024 | 197        | –        | Nicoletta Chiadroni | Nicoletta Chiadroni | Sede Rai di Viale Mazzini, Roma                            |
| 3ª       | 2024-2025 | Marco Damilano | 9 settembre 2024  | 13 giugno 2025 | 192        | 1        | Nicoletta Chiadroni | Nicoletta Chiadroni | Studio 5 del Centro di produzione TV Raffaella Carrà, Roma |

## Programmazione
| Edizione | Rete televisiva | Anno      | Stagione         | Orario      | Durata | Programmazione | Programmazione | Programmazione | Programmazione | Programmazione | Programmazione | Programmazione | Collocazione      |
| Edizione | Rete televisiva | Anno      | Stagione         | Orario      | Durata | L              | M              | M              | G              | V              | S              | D              | Collocazione      |
| -------- | --------------- | --------- | ---------------- | ----------- | ------ | -------------- | -------------- | -------------- | -------------- | -------------- | -------------- | -------------- | ----------------- |
| 1ª       | Rai 3           | 2022-2023 | estate-estate    | 20:40-20:50 | 10 min |                |                |                |                |                |                |                | Access prime time |
| 2ª       | Rai 3           | 2023-2024 | estate-primavera | 20:40-20:50 | 10 min |                |                |                |                |                |                |                | Access prime time |
| 3ª       | Rai 3           | 2024-2025 | estate-primavera | 20:40-20:50 | 10 min |                |                |                |                |                |                |                | Access prime time |

## Sigla
La sigla, composta da Nicola Piovani, riprende il tema musicale del film Uomo d'acqua dolce di Antonio Albanese, la cui colonna sonora è opera dello stesso Piovani.